# Älby, Ekerö kommun
Älby är en småort i Ekerö kommun. Orten ligger på Ekerön i Ekerö socken, nära vägen till Helgö.